# Sokol (Moscou)

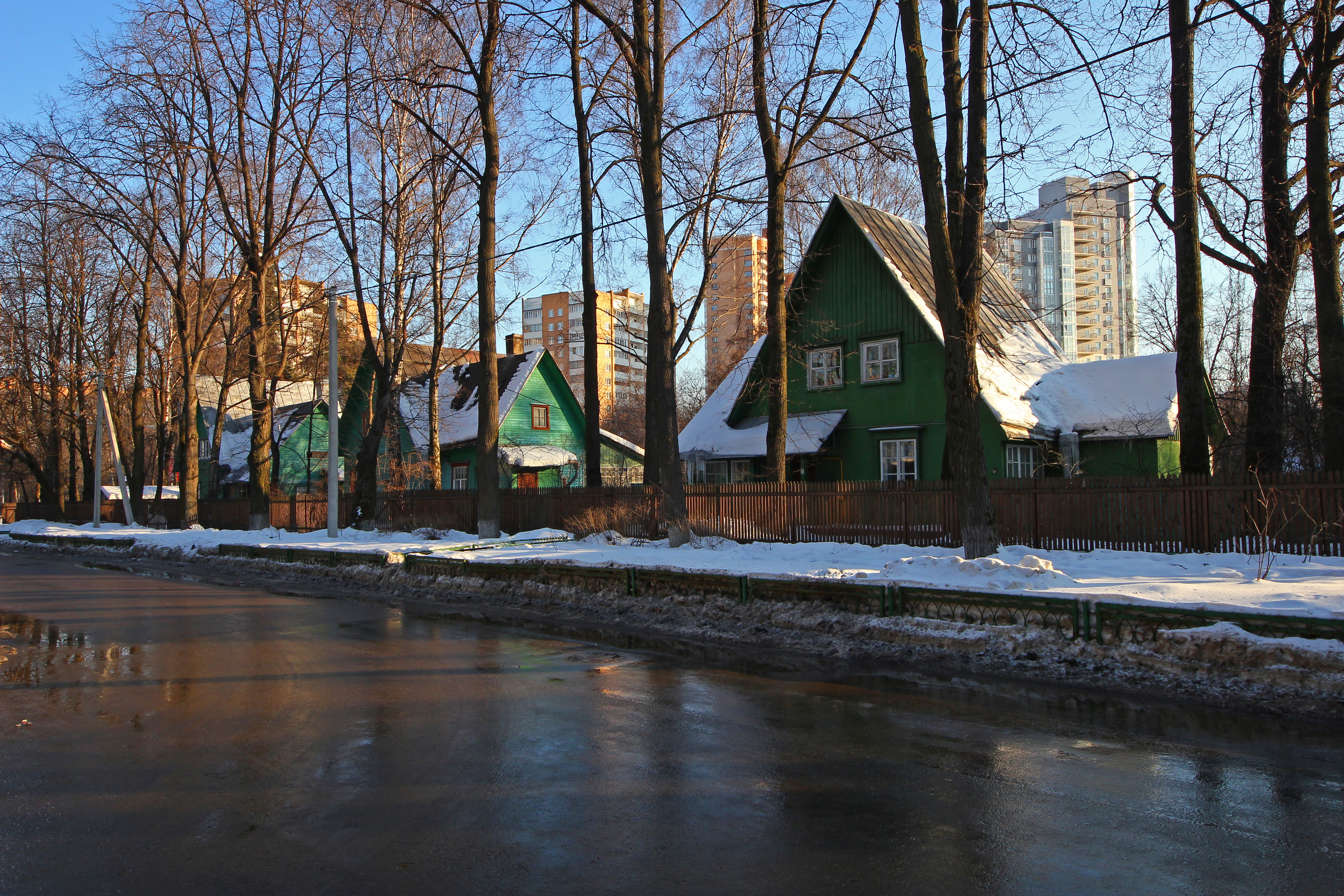
Datchas des années 1920 à Sokol au bord de la rue Sourikov.

Sokol (Со́кол, ce qui signifie faucon), également connu comme « le village des artistes », est le premier village résidentiel coopératif situé à Moscou, fondé en 1923. Il dépend du district administratif nord et du district municipal de Sokol, et se trouve non loin de la station de métro construite plus tard de Sokol. Le village Sokol est à l'origine une cité-jardin. Depuis 1979, le village est sous la protection de l'État en tant que monument de l'urbanisme des premières années du pouvoir soviétique et le village Sokol est passé à l'autonomie en 1989.

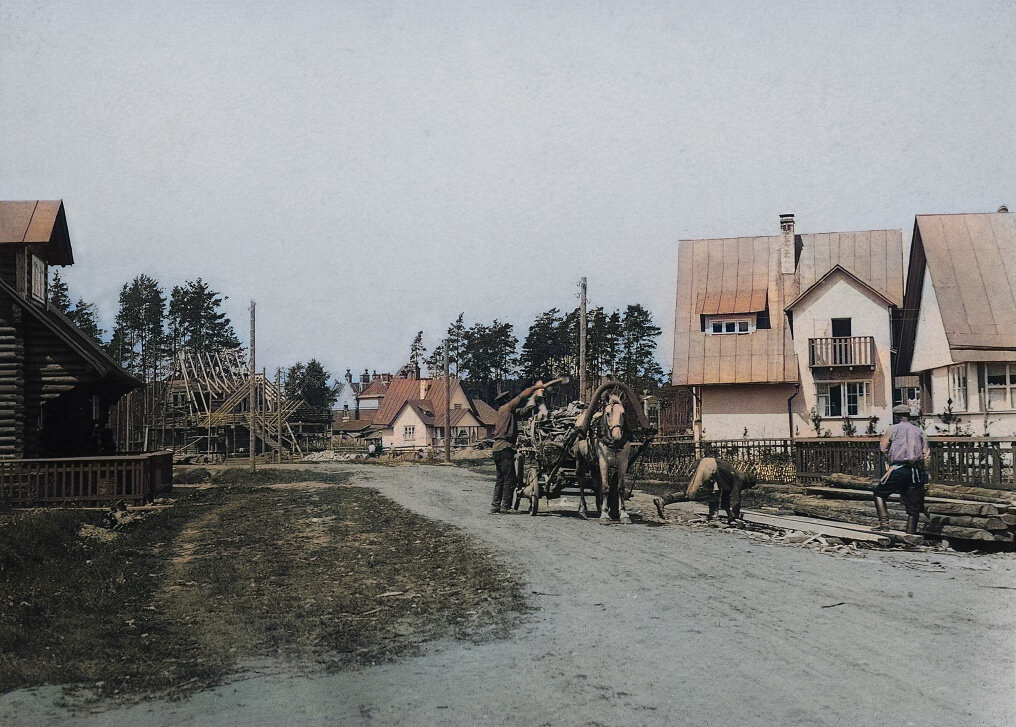
Constructions de datchas au milieu des années 1920, à Sokol.

## Habitants connus
- Rolan Bykov (1929-1998), acteur et réalisateur
- Vladimir Fiodorov (1874-1966), ingénieur constructeur
- Alexandre Guerassimov (1881-1963), peintre
- Nadejda Krandievskaïa (1891-1963), sculptrice
- Vsevolod Safonov (1926-1992), acteur
- Vladimir Tchertkov (1854-1936), écrivain, disciple de Tolstoï
- Fiodor Tserevitinov (1874-1947), professeur, chimiste

## Référence
1. ↑  (ru) E. Joukova, À propos de Sokol, de son architecture et de ses habitants // Наука и жизнь [Science et Vie], 1983, éd. 10, pp. 118-122.